# Video Games (песня)
«Video Games» (с англ. — «Видеоигры») — песня американской певицы Ланы Дель Рей. Первоначально, песня была загружена в интернет 19 августа 2011 года, а позже была издана в качестве дебютного сингла певицы, и первого с альбома Born to Die 7 октября 2011 года на лейблах Interscope, Polydor и Stranger. Написанный Дель Рей в сотрудничестве с Джастином Паркером, и спродюсированный Robopop, «Video Games» является барокко-поп балладой; лирически, в песне рассказывается о девушке, которая вопреки игнорированию любимым человеком, намерена так или иначе любить его.
«Video Games» получила положительные отзывы от современных музыкальных критиков. Песня была признана «новаторским хитом» у Дель Рей и стала коммерчески успешной, достигнув первой позиции в чартах Германии и Люксембурга, а также попала в десятку чартов Бельгии, Франции, Нидерландов и Великобритании; в американском Billboard Hot 100, композиция достигла пика на 91 позиции и получила золотую сертификацию. Сопровождающее музыкальное видео было снято и смонтировано Дель Рей, объединившей снятые на веб-камеру кадры исполнения ею песни и видеоматериалы из архивов. Трек одержал победу в категории «Лучшая современная песня» на Ivor Novello Awards в 2012 году, и вслед за этим был номинирован на некоторых других премиях.

## История создания
В 2007 году, Дель Рей подписала контракт с независимым лейблом 5 Point Records и начала планировать свой дебютный альбом. Тем не менее, мотивации для записи пластинки не хватало, и исполнительница оказалась в конфликте с лейблом, и со своим тогдашним продюсером Дэвидом Каном. В конечном итоге, первый студийный альбом Lana Del Ray a.k.a. Lizzy Grant был издан в цифровом формате в январе 2010 года под псевдонимом Lana Del Ray, хотя нынешний псевдоним Lana Del Rey был придуман позже. После, певица выкупила права на альбом у лейбла.
После разрыва контракта с лейблом, Дель Рей подписала новый со Stranger Records и приступила к созданию нового материала. «Video Games» была написана исполнительницей в сотрудничестве с Джастином Паркером, а продюсером выступил Robopop. Студийные сессии с Паркером начались в Лондоне, где и была написана композиция: «Паркер написал множество аккордов и тогда я искала продюсера, который акустически смог бы совместить мелодию и вокал», добавив: «Я просто начала напевать и импровизировать текст под эту последовательность аккордов, которые играл Паркер. Все заняло у меня от силы минут десять. Мы сразу поняли, что это нечто особенное. Для меня это была идеальная песня — на самом деле, это сама я, только в виде песни». Изначально, «Video Games» была выпущена 19 августа 2011 года на YouTube. В октябре того же года, Дель Рей подписала контракты с лейблами Universal и Interscope, и по её словам, песня и послужила причиной соглашения. Позже, трек был издан в качестве дебютного сингла 7 октября 2011 года, так как певица считала её любимой и лучшей своей композицией.

## Музыка и лирика
Длительность «Video Games» составляет четыре минуты и 42 секунды. Песня была написана Дель Рей и Джастином Паркером в тональности Фа-диез минор. Начинающаяся в четырёхчастном тактовом размере со скорым темпом в 123 удара в минуту, вокальный диапазон исполнительницы охватывает от E3 до A4. Линдсе Джонстон из газеты The Scotsman описала композицию, как «оду игнорированию и сильной боли, хватающуюся за иллюзию счастья». Алексис Петридис из The Guardian высоко оценил, как вокальное исполнение Дель Рей, по сравнению с воздушными оркестровками и играющими пиццикато струнными, внапуск с подавленным мотивом создают «неприветливое, любящие пиво воплощение бойфренда». Сама исполнительница описала свои песни, как повседневный стиль «гангстерской Нэнси Синатры». Современные критики отметили композицию, как наполненную обречением балладу, которая бесцеремонно отображает ранимость.

## Реакция критиков
По мнению критиков, самая выдающаяся лирика песни включает такие строки, как: «Я слышала, что тебе нравятся плохие девочки / Милый, это правда?»; «Рай — место на земле, с тобой / Расскажи мне, что ты хочешь сделать»; и «Открой пиво / И приезжай сюда / Сыграй в видеоигру». В интервью для британского журнала The Quietus, Дель Рей поделилась, что вдохновением для композиции послужил её бывший любимый человек, объяснив: «Мне кажется, тогда мы с ним сошлись потому, что оба были аутсайдерами. Это было прекрасно. Но я думаю, что с этим довольством также приходит и печаль. Было что-то божественное в этой жизни — мы бы ходили на работу и он бы играл в свои видеоигры — но и, возможно, это было слишком часто». Дель Рей также поделилась, что использовала более низкий вокал в «Video Games», так как она чувствовала, что публика не воспримет её, как серьёзного артиста. Тематически, лирика была отмечена, как «антифеминистская». Рецензент из MTV похвалил кинематографичную атмосферу песни, оценив лёгкие и воздушные скрипки, отдающиеся эхом электронные удары и меланхоличную динамику.

## Коммерческий успех
«Video Games» достиг коммерческого успеха в Европе, заняв первое место в Германии и позиции в Топ-10 в Австрии, Бельгии, Франции, Ирландии, Нидерландах, Швейцарии и Великобритании. Песня также оказалась на шестом месте в опросе The Triple J Hottest 100 2011 года.

## Концертное исполнение и использование
Рок-группа Bristeil записала кавер на хит в 2014 году, перепев балладу на белорусском для своего EP «Cyruĺnia Svietu».

## Список композиций
| - CD - сингл и 7" пластинка с картинкой 1. "Video Games" (Radio Edit) – 4:01 2. "Blue Jeans" – 3:31 - Цифровая дистрибуция 1 1. "Video Games" – 4:44 - Цифровая дистрибуция 2 1. "Video Games" – 4:01 2. "Blue Jeans" – 3:31 - Цифровая дистрибуция Великобритании 1. "Video Games" – 4:44 2. "Video Games" (Mr Fingers Remix) – 8:58 3. "Video Games" (Omid 16B Remix) – 5:14 - Цифровой мини-альбом 1. "Video Games" – 4:46 2. "Blue Jeans" – 3:34 3. "Video Games" (Mr. Fingers Remix) – 9:00 4. "Video Games" (Omid 16B Remix) – 5:14 | - Мини-альбом ремиксов 1. "Video Games" – 4:03 2. "Blue Jeans" – 3:33 3. "Video Games" (Club Clique for the Bad Girls Remix) – 4:59 4. "Video Games" (White Lies C-mix) – 7:33 5. "Video Games" (Mr. Fingers Heard Remix) – 9:00 6. "Video Games" (Helium Robots Remix) – 4:51 - Цифровой мини-альбом ремиксов 1. "Video Games" (Club Clique for the Bad Girls Remix) – 4:57 2. "Video Games" (Jakwob and Etherwood Remix) – 3:42 3. "Video Games" (White Lies C-Mix) – 7:32 4. "Video Games" (Jamie Woon Remix) – 5:14 5. "Video Games" (We Don't Belong in Pacha Remix) – 5:19 |

## Участники записи
Данные взяты с сайта Discogs.
- Лана Дель Рей — вокал, автор
- Джастин Паркер — автор
- Robopop[англ.] — продюсер, сведение
- Джон Дэвис — мастеринг (на студии Metropolis Studio[англ.])
- Песня издана на EMI April Music Inc[англ.], Sony DADC[англ.]